# John Hill Burton
John Hill Burton (Aberdeen, 1809 – Morton House, 1881) è stato uno storico scozzese.
È ricordato quasi esclusivamente per la sua monumentale Vita di David Hume (1846).